# Westminsterangrebet i 2017
Westminsterangrebet blev udført den 22. marts 2017 på Westminster Bridge, Parliament Square og området ved Palace of Westminster. Gerningsmanden kørte en bil op på fortovet på Westminister Bridge, hvor 12 blev såret og en kvinde dræbt.
Derefter kørte han bilen ind i rækværket uden for parlamentsbygningen.
Gerningsmanden løb derefter mod parlamentets indgang, hvor han stak politibetjenten Keith Palmer ihjel og blev skudt og dræbt af politiet.
Seks omkom som følge af angrebet, heriblandt en politibetjent, tre civile og gerningsmanden. Flere end 40 er såret.
Gerningsmanden var født i Storbritannien og kendt af de britiske myndigheder. Islamisk Stat har påtaget sig skylden for angrebet.

## Ofre
| Nationalitet              | Døde | Sårede | Ref.          |
| ------------------------- | ---- | ------ | ------------- |
| Storbritannien            | 4*   | 12     | [ 12 ]        |
| USA                       | 1    | 1      | [ 12 ]        |
| Australien                | 0    | 1      | [ 13 ]        |
| Kina                      | 0    | 1      | [ 14 ]        |
| Frankrig                  | 0    | 3      | [ 15 ]        |
| Grækenland                | 0    | 2      | [ 12 ]        |
| Italien                   | 0    | 2      | [ 16 ] [ 17 ] |
| Irland                    | 0    | 1      | [ 12 ]        |
| Polen                     | 0    | 1      | [ 12 ]        |
| Portugal                  | 0    | 1      | [ 18 ]        |
| Rumænien                  | 1    | 1      | [ 19 ]        |
| Sydkorea                  | 0    | 5      | [ 12 ]        |
| Endnu ikke bekræftet      | 0    | 8      | [ 12 ]        |
| Total                     | 6*   | ~49    | [ 12 ]        |
| *Inklusive gerningsmanden |      |        |               |

## Efterforskning
Angrebet efterforskes som et terrorangreb af politiet,
der kender identiteten på gerningsmanden.
Politiet mener, at gerningsmanden var inspireret af international terrorisme.
Efter angrebet udførte politiet seks razziaer og syv anholdelser i byen Birmingham og andre steder i landet.